# Sykavka
Sykavky (sibilanty) jsou skupina třených souhlásek (frikativ), při jejichž výslovnosti vznikají výrazné turbulence vzduchu, které se při poslechu projevují intenzivním šumem. Tento šum vzniká v úžině mezi jazykem a dásňovým obloukem.
Jedná se tedy o skupiny předodásňových (prealveolárních; např. české s, z) a zadodásňových (postalveolárních; např. české š, ž) souhlásek.
Kromě toho existují polosykavky (asibilanty), které začínají přerušením proudu vzduchu a slabou explozí, která plynule přechází v třecí šum (tzv. afrikáty), v češtině se jedná o předodásňové c, dz a zadodásňové č, dž.
České s, z, c a dz se tradičně označují jako ostré a š, ž, č a dž jako tupé sykavky a polosykavky.
V polštině se navíc rozlišují dvě řady zadodásňových sykavek – měkké ś, ź, ć a dź, vyslovované se hřbetem jazyka posunutým k tvrdému patru (palatalizované), a tvrdé sz, ż, cz, a dż, vyslovované se špičkou jazyka obrácenou k tvrdému patru (retroflexní).